# St. George Island
St. George Island es un lugar designado por el censo ubicado en el condado de Saint Mary en el estado estadounidense de Maryland. En el Censo de 2010 tenía una población de 257 habitantes y una densidad poblacional de 106,58 personas por km².

## Geografía
St. George Island se encuentra ubicado en las coordenadas 38°6′56″N 76°28′37″O / 38.11556, -76.47694. Según la Oficina del Censo de los Estados Unidos, St. George Island tiene una superficie total de 2.41 km², de la cual 1.74 km² corresponden a tierra firme y (27.71%) 0.67 km² es agua.

## Demografía
Según el censo de 2010, había 257 personas residiendo en St. George Island. La densidad de población era de 106,58 hab./km². De los 257 habitantes, St. George Island estaba compuesto por el 86.38% blancos, el 6.61% eran afroamericanos, el 0% eran amerindios, el 3.11% eran asiáticos, el 0% eran isleños del Pacífico, el 0% eran de otras razas y el 3.89% pertenecían a dos o más razas. Del total de la población el 3.11% eran hispanos o latinos de cualquier raza.